# 悲情城市
『悲情城市』（ひじょうじょうし、原題：悲情城市、拼音: bēiqíng chéngshì、英題: A City of Sadness）は、1989年製作の台湾映画。

## 概要
日本統治時代の終わりから、中華民国が台北に遷都するまでの台湾社会が描かれている。公開当時は台湾の戒厳令解除からわずか2年後であり、台湾内で二・二八事件が公に語られることは多くはなかった。舞台となった九份は、この作品の成功によって台湾でも屈指の観光名所となった。
香港出身の梁朝偉は台湾語が話せなかったため、聴覚障害者の役（文清）になったといわれる。
侯孝賢監督の台湾現代史三部作の第1部といわれる。後作『戯夢人生』（1993年）では、この作品の直前の時代にあたる、日本の支配の始まりから終わりまでが語られている。

## ストーリー
1945年8月15日、台湾でも天皇の玉音放送が行われ、戦争が終わった。その夜、基隆市の民家で、林文雄（陳松勇）と妾との間に男の子が生まれる。
林家の家長である林阿祿（李天禄）は船問屋を経営し、裏社会にも顔が利く男だったが、今は家業を長男の文雄に任せている。
文雄は船問屋の経営と並行して本家に「小上海酒家」を開く。開店祝いの夜、店は家族親族や友人知人が集まって賑わう。
次男の文龍は日本軍の軍医としてルソン島に向かったのち消息が途絶えている。三男の文良（高捷）は日本軍の通訳として上海にいるらしい。次男三男の家族は長男の家族とともに本家で暮らしている。四男の文清（梁朝偉、トニー・レオン）は幼い頃の事故が原因で耳が聞こえず、話をすることもできない。基隆郊外の金瓜石で写真館を営み、本家とは距離を置いている。写真館には文清の友人の呉寛榮（呉義芳）が下宿している。
秋、寛榮の妹の寛美（辛樹芬）が金瓜石の鉱山病院に看護師として働くためやってくる。寛榮が大陸帰りの知識人たちを写真館に呼んで政治について熱心に語り合う中、文清と寛美は筆談でやりとりしながら次第に親しくなっていく。
やがて三男の文良が上海から帰ってくるが、原因不明の精神錯乱で入院を余儀なくされる。
寛榮は、終戦までこの地で日本語教育を担ってきた学校の小川校長（長谷川太郎）の娘である静子（中村育代）を密かに想っていたが、静子は戦死した兄の遺品を寛榮に、自分の着物を寛美に渡して台湾から日本に引き揚げていく。
精神状態が回復して退院していた三男の文良に、上海マフィアのボス（雷鳴）とその手下たちが接近してくる。彼らは文雄の妾の兄である阿嘉（張嘉年）を案内役に使い、九份の酒店で宴席を設けて文良をもてなし、文雄の船をこっそり使って米や砂糖、麻薬を密輸して儲けようと持ちかける。そこに赤猿（矮仔塗）と呼ばれるなんでも屋の男がやってきて阿嘉を呼び出し、日本軍の残した紙幣を手に入れたので現金に換えてくれと頼む。しかしその夜、赤猿は就寝中に何者かに連れ去られ、やがて変死体となって発見される。
文良が関わった麻薬の密輸を知った文雄は激しく怒り、麻薬の包みも取り上げてしまう。文雄は阿嘉を連れ、文良と話をするためにやくざの阿城（林照雄）が経営する賭博場へと向かう。文良はここで上海マフィアたちと麻雀を打っていた。ところが、文良は賭博場の廊下で赤猿の情婦だった阿春と阿城の手下の金泉（林鉅）が一緒にいるところを見かけ、この二人が赤猿殺害に関係していることを見抜いて声をかけ、口論から大喧嘩になってしまう。
その後、阿嘉も金泉を襲撃するなど、事態は文雄の勢力と阿城の勢力の抗争へと発展する。結局、仲裁を頼まれた阿撿姐（阿匹婆）のもとに関係者たちが集まり、そこでの話し合いによって揉めごとは解決したかに見えた。しかしその冬、何者かの密告により、文良は漢奸の疑いで中国国民党政府に逮捕されてしまう。妾宅にいた文雄も逮捕されそうになるが、阿嘉に助けられて逃げ出す。文雄は中国当局に顔のきく上海マフィアに麻薬を返し、文良の釈放の手はずを整えてもらうよう頭を下げる。かくして文良は釈放されたものの、政府の拷問によって精神を深く病み、その後回復することはなかった
旧暦の正月を過ぎた1947年2月27日、台北でヤミ煙草取締りの騒動を発端として本省人と外省人が衝突した〈二・二八事件〉が勃発する。日本にかわって台湾を統治することになった中華民国政府のやり方に対する人々の不満が爆発した事件であった。寛榮と文清は臨時戒厳令がしかれた台北へ向う。文清は列車の中で外省人と間違われ、本省人に殺されかけるが寛榮によって助けられる。混乱が続く中、文清はひとりで金瓜石に戻ってくる。金瓜石でも多くの外省人が本省人に襲われ、病院は彼らの避難所と化していた。その数日後、台北で「二・二八事件処理委員会」に参加していた寛榮が足に大怪我をして戻ってくる。台北では台湾省行政長官として赴任している中国国民党の陳儀将軍が弾圧を命じ、多数の本省人が処刑されているという。寛榮と寛美は四脚亭の実家に帰るが、父親は寛榮にここにいては危ないと伝え、寛榮はひとり家を出る。やがて文清も寛榮たち反体制派の一員と見なされて逮捕され、留置所に収容されて、次々に処刑される仲間たちを見送る。やがて釈放された文清が実家に帰ると、次兄の文龍の訃報が遺品とともに届いていた。
文清は処刑された仲間の遺品や遺言を遺族に届ける途中、ある山奥で台湾独立を目指すゲリラの一員となって身を潜めている寛榮と再会する。文清は自分も仲間に加えてほしいと頼むが、寛榮はそれを認めず、妹の寛美と結婚してくれと文清を台北に帰す。「小上海酒家」も休業し、すっかり淋しくなった本家に戻ると、寛美は文清を慕ってこの家に住み込んでいた。文雄も文清に対して寛美との結婚の覚悟を決めるよう諭す。
そんな折、文雄は入りびたっていた賭博場で阿嘉と金泉の喧嘩に巻き込まれ、上海マフィアのボスの拳銃によって命を落とす。文雄の葬式の数日後、文清と寛美の結婚式が行われる。平和な新婚生活をおくるふたりの間には、やがて男の子が生まれる。寛美の元にはときおり活動資金を無心する兄からの手紙が届き、二人は寛榮の無事に安心する。夫と子供の世話に明け暮れる日々に、寛美は幸せを噛みしめる。
しかしある日、山からの使者がやってきて、政府軍が山に踏み込み、寛榮たちゲリラを銃殺したことを伝える。文清たちも逃げるよう言われ、荷物をまとめて列車に乗ろうと駅に行くが、彼らには行く場所はどこにもなかった。三人は写真館に戻り、一枚の家族写真を撮る。その三日後、文清は逮捕され連行される。寛美は台北に足を運んで探すが、文清の消息はつかめない。
1949年12月、大陸で敗北した国民政府が台湾に渡り、台北を臨時首都に定めるのだった。

## キャスト
- 李天禄（リー・ティエンルー） - 林阿禄（リン・アルー）
- 陳松勇（チェン・ソンヨン） - 長男　文雄（ウンヨン）
- 高捷（カオ・ジエ） - 三男　文良（阿良、アリヨン）
- 梁朝偉（トニー・レオン） - 四男　文清（ウンセイ）
- 辛樹芬（シン・シューフェン） - 呉寛美（ウー・ヒロミ）
- 呉義芳（ウー・イーファン） - その兄　寛榮（ヒロエ）
- 陳淑芳（中国語版）（チェン・シューファン） - 長男文雄の正妻、美黛（ミオ）
- 黄倩如（ホアン・チンルー） - その娘、阿雪（アスア）
- 柯素雲（中国語版）（クー・スーユン） - 次男の妻
- 林麗卿（リン・リーチン） - 三男文良の妻
- 何璦雲（中国語版）（フー・アイユン） - 長男文雄の妾妻
- 張嘉年（中国語版）（ケニー・チャン、香港映画では【太保/タイポー】の芸名で知られる） - その兄、阿嘉（アカ）
- 林揚（リン・ヤン） - 文雄の親友、許（コー）さん
- 詹宏志（中国語版）（ヂャン・ホンジー） - 大陸帰りの林（リン）先生
- 呉念真（中国語版）（ウー・ニエンジェン） - 寛榮の同僚の呉（ウー）先生
- 謝材俊（中国語版）（シエ・ツァイジュン） - 謝（シエ）先生
- 張大春（中国語版）（ジャン・ダーチュン） - 大陸から来た何（フー）記者
- 中村育代 - 小川静子
- 長谷川太郎 - 小川校長
- 頼徳南（ライ・ドゥーナン） - 金瓜石の病院の陳院長
- 雷鳴（中国語版）（レイ・ミン） - 上海ボス
- 文帥（ウェン・シュアイ） - そのパートナーの阿山
- 比利（ビリー） - 黒メガネの比利
- 矮仔塗（アイ・ツートゥ） - 九份の“赤猿”
- 陳郁蓉（チェン・ユーロン） - 阿春（アチュン）
- 林照雄（リン・ジャオション） - 阿城親分
- 林鉅（リン・ジュイ） - 子分の金泉（キムツァ）
- 阿匹婆（中国語版）（ア・ピポ） - 仲裁の阿撿姐
- 鷺青（ルー・チン） - 呉兄妹の父
- 梅芳（メイ・ファン） - 呉兄妹の母
- 張弘毅（中国語版）
- 陳懷恩（中国語版）
- 蔡振南（中国語版）
- 金士傑（中国語版）

## 受賞歴
- 1989年 ヴェネツィア国際映画祭 金獅子賞
- 1989年 金馬奨 最優秀監督賞、主演男優賞
- 1990年 インディペンデント・スピリット賞 外国映画賞